# 松橋公治
松橋 公治（まつはし こうじ、1953年4月13日 - 2024年6月20日）は、経済地理学、特に工業地理学を専門とした日本の地理学者、明治大学名誉教授。

## 経歴
1953年に、岩手県九戸郡軽米町に生まれ、中学校まで育った。実家は、街の中心にあった書店を兼ねた文房具商で、兄弟も多かったという。
盛岡市の岩手県立盛岡第一高等学校に進んで高校野球に打ち込み、遊撃手として3年間レギュラーで通し、3年次には主将であった。
1972年に盛岡第一高等学校を卒業した後、一浪を経験して、東京都立大学理学部地理学科に進み、1学年上級であった小金澤孝昭らと研究会を組織したり、教室の助手であった山川充夫の指導を受け、また、積極的に学外にも出向いて様々な先達の教えを受けたが、特に、山川と同じく教室の助手であった和田明子から多くを学んだ。
学部卒業後は東京大学大学院理学系研究科地理学専門課程に進学したが、ここでも学会活動などを通して、矢田俊文や青野寿彦ら学外の経済地理学研究者たちに多くを学んだ。
大学院博士課程を退学して、茨城大学教養部の教員となり、1988年に明治大学文学部に転じた
1980年代末から、富樫幸一らとともに、ドリーン・マッシーの「構造的アプローチ」の紹介と消化に取り組み、2000年には富樫とともに監訳に当たったマッシーの『空間的分業』が刊行された。
2000年代における明治大学の「学園正常化」の過程では、2000年11月2日に発生した学生部長襲撃事件で長尾史郎学生部長が入院する事態に、副部長として対処にあたり、さらに自宅に警報システムを備えるような状況下で学生部長となった。
2008年から2015年にかけては、学生部長・学務担当副学長を務め、新たな学生支援の諸課題に取り組んだ。
学生時代以来、長らく経済地理学会を活動の場としていた松橋は、2018年から2024年にかけて、3期6年にわたり会長を務めた。2024年3月には明治大学を定年退職し、4月に名誉教授を贈られたが、退職直前の1月ころから体調を崩して、入退院を繰り返し、最期は胆管癌で死去した。
2018年から2024年にかけては、公益社団法人岩手県学生援護会理事長も務めた。
松橋は運動能力に長け、野球のみならず、スキーも愛好し、相当の腕前であったという。

## おもな業績
松橋は、単著はなかったが、多数の論文集分担執筆、学術誌論文を残した。
特に、1982年に集中的に発表された、北関東の自動車関連産業の下請け関係の再編についての3本の論考は、「両毛三部作」、ないし、「自動車三部作」と通称され、広く影響を与えた。
- 松橋公治「両毛地区における自動車関連下請小零細工業の存立構造」『地理学評論』第55巻、日本地理学会、1982年、403-420頁、CRID 1390282679310664576。
- 松橋公治「両毛地区自動車関連下請工業の存立構造：日産系二次下請企業層を中心に」『経済地理学年報』第28巻、経済地理学会、1982年、137-156頁、CRID 1390282680097219968。
- 松橋公治「自動車産業を支える地域のメカニズム」『地理』第27巻第8号、古今書院、1982年、15-24頁、CRID 1523669554525693440。

### 共編著
- （西岡久雄との共編著）産業空間のダイナミズム：構造再編期の産業立地・地域システム、大明堂、1990年

### 共監訳
- ドリーン・マッシィ 著（富樫幸一との共監訳）空間的分業：イギリス経済社会のリストラクチャリング、古今書院、2000年